# Neomachlotica
Neomachlotica é um gênero de mariposa pertencente à família Acrolepiidae.